# پرداخت

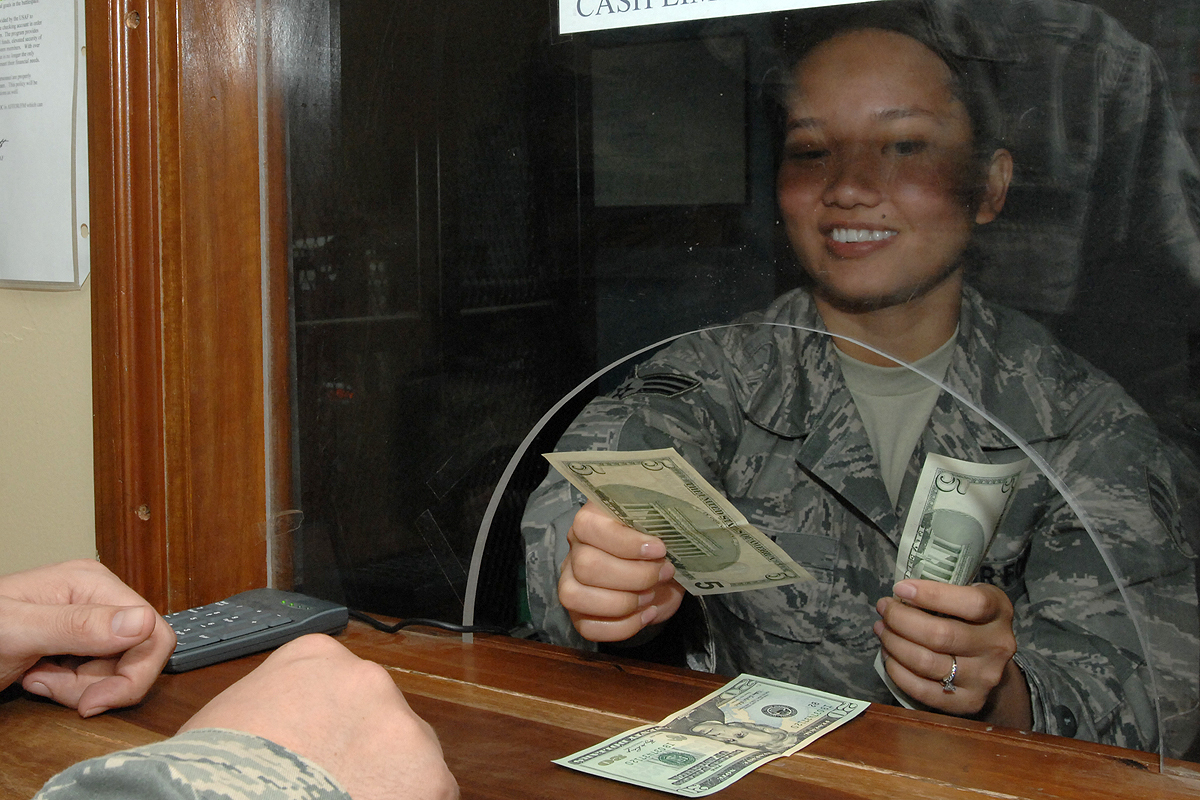
مشتری در حال پرداخت

پرداخت (به انگلیسی: Payment) انتقال پول بین دو طرف یک معامله است. تمامی پرداخت‌ها در ایران باید تحت نظارت بانک مرکزی ایران و از طریق شبکه پرداخت الکترونیکی شاپرک انجام شود.
شرکت‌های پرداخت الکترونیک مسئولیت ارائه خدمات پرداخت را در کشور دارند که بانک مرکزی تنها به ۱۲ شرکت مجوز داده و دیگر به شرکت‌های جدید مجوزی داده نمی‌شود.
تنها دو ابزار برای انجام عملیات پرداخت در کشور توسط شرکت‌های پرداخت ارائه می‌شود.
۱- دستگاه کارتخوان (برای کسب و کارهای فیزیکی)
۲- درگاه پرداخت اینترنتی (برای کسب و کارهای آنلاین)
به غیر از این دو ابزار برای مدتی کدهای USSD نیز برای ارائه خدمات پرداخت استفاده شد که به دلیل نا امنی اجازه استفاده از این زیرساخت توسط بانک مرکزی متوقف شد.
نیازهای نوینی در صنعت پرداخت به وجود آمده که شرکت‌های پرداخت با ابزارهای موجود توانایی پاسخ گویی به این نیازها و ارائه ابزار مناسب به آن‌ها را ندارند. و در این شرایط شرکت‌های استارتاپ جدیدی در حوزه فین تک ظهور کرده‌اند که خدمات ارزش افزوده بر بستر درگاه پرداخت اینترنتی ارائه می‌کنند.انواع روش‌های پرداخت اینترنتی را می‌توان در دو دسته‌بندی مجزا بررسی کرد که دسته‌ یه اول شامل انواع روش‌های پرداخت الکترونیکی در سیستم پرداخت اعتباری و دسته‌ی دوم انواع روش‌های پرداخت الکترونیکی در سیستم پرداخت نقدی را شامل می‌شود.ه صورت کلی سیستم‌های پرداخت الکترونیکی عبارت‌اند از ارسال تراکنش هر پرداخت، روی یک شبکه‌ی گسترده برای خریداری یک کالای فیزیکی یا خدمات سرویس‌دهی و محصولات دیجیتال. برخلاف روش‌های فروش آفلاین، در روش پرداخت الکترونیکی تمام عناصر یک مبادله، در یک زمان مشخص، در یک شبکه‌ی واحد با یکدیگر در ارتباط و تبادل داده هستند و از یک هارمونی هماهنگ و منظم پیروی می‌کنند.

## پرداخت شناسه دار
شناسه راهکاری است که برای شناسه دار کردن پرداختی‌های اشخاص استفاده می‌شود . ضمن تسهیل در پرداخت با این راهکار پیگیری و ردیابی پرداختی‌های افراد توسط سامانه یکپارچهٔ شناسه به آسانی انجام می‌شود . شناسه در حقیقت یک راهکار موازی و مکمل است و در کنار سایر روش‌های دریافت و جمع‌آوری مطالبات مالی که افراد و سازمان‌ها از آن‌ها استفاده می‌کنند، فرایند وصول مطالبات را تسهیل می‌کنند . مجموعه‌هایی که از خدمات سامانه استفاده می‌کنند در زمان اعلام مطالبه خود به مشتری، شناسه قبض و شناسه پرداخت متناظر با آن پرداخت را هم به مشتری اعلام می نمایند و مشتری می‌تواند در کنار سایر روش‌ها با استفاده از قبض نسبت به پرداخت وجه اقدام نماید .که توسط شرکت  شناسه راه اندازی در ایران راه اندازی شده‌است.شناسه راهکاری است که برای شناسه دار کردن پرداختی های اشخاص استفاده می شود . ضمن تسهیل در پرداخت با این راهکار پیگیری و ردیابی پرداختی های افراد توسط سامانه یکپارچه ی شناسه به آسانی انجام می شود . شناسه در حقیقت یک راهکار موازی و مکمل است و در کنار سایر روش های دریافت و جمع آوری مطالبات مالی که افراد و سازمان ها از آنها استفاده می کنند ، فرآیند وصول مطالبات را تسهیل می کنند . مجموعه هایی که از خدمات سامانه استفاده می کنند در زمان اعلام مطالبه خود به مشتری ، شناسه قبض و شناسه پرداخت متناظر با آن پرداخت را هم به مشتری اعلام می نمایند و مشتری می تواند در کنار سایر روش ها با استفاده از قبض نسبت به پرداخت وجه اقدام نماید .